# MINIMAL (ресторан)
MINIMAL — ресторан в Тайчжуне, Тайвань, который специализируется на мороженом и других замороженных десертах. Это единственное в мире кафе-мороженое, получившее звезду «Мишлен».

## Описание
Ресторан MINIMAL был основан шеф-поваром Арвином Ваном. Ван — уроженец Тайчжуна, который учился в Национальном университете гостеприимства и туризма Гаосюна (NKUHT). После работы в традиционных ресторанах и кафе-мороженом, Ван открыл ресторан под названием Sur со своим другом и коллегой-выпускником NKUHT Линь И-хуа, где Ван управлял десертной стороной. В 2021 году Ван открыл ресторан MINIMAL, хотя продолжал активно работать в Sur, который в том же году был удостоен звезды «Мишлен».
По данным CNN, «название относится к номинальному количеству элементов в мороженом — от сахаров до белков — которые создают его гладкую текстуру, а также к эстетическому стилю» (англ. «The name refers to the nominal number of elements in ice cream — from sugars to proteins — that create its smooth texture, as well as the aesthetic style»). В ресторане находятся традиционное кафе-мороженое на вынос на первом этаже и столовая на двадцать мест на втором этаже.
Типичное дегустационное меню в ресторане MINIMAL состоит из семи блюд.

## Награды
- В 2023 году ресторан MINIMAL получил награду Bib Gourmand от Michelin[1].
- В 2024 году ресторан MINIMAL стал единственным кафе-мороженым со звездой «Мишлен»[4][3][2][5].